# Stazione di Viterbo Porta Romana
Stazione di Viterbo Porta Romana vasútállomás Olaszországban, Viterbo településen.

## Vasútvonalak
Az állomást az alábbi vasútvonalak érintik:
- Viterbo–Róma-vasútvonal

## Kapcsolódó állomások
A vasútállomáshoz az alábbi állomások vannak a legközelebb:
- Stazione di Viterbo Porta Fiorentina (Stazione di Viterbo Porta Fiorentina, FL3)
- Stazione di San Martino al Cimino
- Stazione di Tre Croci (Stazione di Roma Tiburtina, FL3)